# Bassínovka
Bassínovka (en rus: Басиновка) és un poble de Baixkíria, a Rússia, que en el cens del 2010 tenia 133 habitants. Pertany al districte d'Arkhànguelskoie.